# Rhynchorhamphus naga
Rhynchorhamphus naga är en fiskart som beskrevs av Collette, 1976. Rhynchorhamphus naga ingår i släktet Rhynchorhamphus och familjen Hemiramphidae. Inga underarter finns listade i Catalogue of Life.